# Jiří Škoda
Jiří Škoda (Brno, 27 marzo 1956) è un ex ciclista su strada ceco, fino al 1992 cecoslovacco.
Da dilettante vinse una medaglia di bronzo olimpica e una mondiale, fu poi professionista tra il 1987 ed il 1988.

## Carriera
Da dilettante vinse quattro campionati cecoslovacchi di categoria (1978, 1980, 1981 e 1983), tre Giri di Slovacchia (1976, 1980 e 1985), tre Giri di Boemia (1978, 1983 e 1985) e due Giri delle Regioni (1984 e 1986). Partecipò anche ai Giochi olimpici di Mosca 1980, ottenendo una medaglia di bronzo nella cronometro 100 km a squadre, e a cinque campionati del mondo, sempre tra i dilettanti.
Passò professionista nel 1987 con la Ecoflam-BFB Bruciatori/Alfa Lum di Primo Franchini. In stagione si classificò terzo al Giro dell'Emilia e sesto al Campionato di Zurigo, e partecipò anche al Giro d'Italia. Confermato all'Alfa Lum anche nel 1988, prese parte nuovamente al Giro d'Italia: fu però quella la sua ultima stagione da pro.

## Palmarès
- 1976

Classifica generale Okolo Slovenska
- 1978

Classifica generale Bohemia Tour
Campionati cecoslovacchi, prova in linea dilettanti
- 1980

Classifica generale Okolo Slovenska
Campionati cecoslovacchi, prova in linea dilettanti
- 1981

Campionati cecoslovacchi, prova in linea dilettanti
- 1983

Classifica generale Bohemia Tour
Campionati cecoslovacchi, prova in linea dilettanti
3ª tappa Tour du Vaucluse
- 1984

Classifica generale Giro delle Regioni
- 1985

Classifica generale Okolo Slovenska
Classifica generale Bohemia Tour
- 1986

Classifica generale Giro delle Regioni
4ª tappa Settimana Ciclistica Lombarda (Brescia)

### Altri successi
- 1984

Bürgerpreis der Stadt Gehrden

## Piazzamenti

### Grandi Giri
- Giro d'Italia

1987: 19º
1988: 60º

### Classiche monumento
- Milano-Sanremo

1987: 96º

### Competizioni mondiali
- Campionati del mondo

Nürburgring 1978 - In linea dilettanti: 12º
Praga 1981 - In linea dilettanti: 55º
Praga 1981 - Cronosquadre: 3º
Goodwood 1982 - In linea dilettanti: 9º
Giavera del Montello 1985 - In linea dilettanti: 42º
Colorado Springs 1986 - In linea dilettanti: 28º
- Giochi olimpici

Mosca 1980 - In linea: 13º
Mosca 1980 - Cronosquadre: 3º